# 2018-as olaszországi parlamenti választások
A 2018-as olaszországi parlamenti választásokra március 4-én került sor, miután 2017. december 28-án Sergio Mattarella köztársasági elnök feloszlatta a parlamentet.
A szavazók 1948 óta a 18. olasz törvényhozást választották meg, 630 képviselőházi és 315 szenátusi mandátum sorsáról döntve.
A Képviselőházban és a Szenátusban is a középjobb szövetség szerezte a legtöbb mandátumot, amelyen belül a legerősebb erőnek meglepetésre a Matteo Salvini vezette Északi Liga bizonyult, nem pedig Silvio Berlusconi volt miniszterelnök Forza Italia pártja. Luigi Di Maio berendezkedésellenes 5 Csillag Mozgalma (M5S) lett a legerősebb párt. A Matteo Renzi volt miniszterelnök vezette középbal szövetség csak a harmadik lett.

## A közvéleménykutatások
A közvéleménykutatásokat a választások előtti héten az establishment-ellenes 5 Csillag Mozgalom (Movimento 5 Stelle, M5S) vezette, amely már 2017 utolsó hónapjaiban megelőzte a kormányzó Demokrata Pártot. Különösen az ország déli részében erős, olyan városokban, ahol magas a munkanélküliség. A választás legvalószínűbb kimenetele az volt, hogy egyetlen politikai erő, vagy szövetség sem szerez parlamenti többséget. A legnagyobb esélye a kormányzáshoz szükséges többség megszerzésére közvéleménykutatók szerint a középjobb szövetségnek volt, amelynek legerősebb tagjai Silvio Berlusconi volt miniszterelnök Forza Italia pártja és az Északi Liga.

## Háttér

### Letta-kormány
A 2013-as választásokon a három fő szövetség – a Silvio Berlusconi vezette jobbközép koalíció, Pier Luigi Bersani balközép koalíciója, illetve Beppe Grillo 5 Csillag Mozgalma (M5S) – közül egyik sem szerzett többséget a parlamentben. Miután Bersani, a Demokrata Párt (PD) titkára sikertelenül kísérelt meg kormányt alakítani, és Giorgio Napolitanót újraválasztották a köztársasági elnöki posztra, Bersani helyettese, Enrico Letta kapott megbízást a kormányalakításra. A Letta-kormány a PD-ből, Berlusconi Szabadság Népe pártjából (PdL), a Civil Választás nevű centrista-liberális pártból (SC), a Centrum Uniója nevű kereszténydemokrata pártból (UdC) és más erőkből állt.
Berlusconi 2013. november 16 án újraalakította Forza Italia (FI) nevű pártját. Berlusconi azt is bejelentette, hogy a Forza Italia ellenzéki lesz. Erre képviselők és szenátorok egy jelentős csoportja Angelino Alfano vezetésével kivált a PDL/FI-ből, megalapították az Új Jobbközép pártot (NCD, később: Népi Alternatíva), amely lojális maradt a kormányhoz.

### Renzi-kormány
Miután 2013 decemberében Matteo Renzit választották meg a PD titkárának, folyamatossá vált a feszültség, és ez 2014 februárjában Letta lemondásához vezetett. Renzi alakított kormányt, ugyanazokkal a partnerekkel, beleértve az NCD-t is, de új stílusban. Az új miniszterelnöknek szilárd mandátuma volt pártjától, amit a PD sikere a 2014-es Európai Parlament választáson még meg is erősített, majd az is, hogy 2015-ben az ugyancsak demokrata párti Sergio Mattarellát választották meg államelnöknek. Renzi számos reformot hajtott végre. Új választási törvényt léptetett életbe (amit azonban az alkotmánybíróság részben alkotmányellenesnek nyilvánított), a gazdasági növekedés felpörgetése érdekében lazított a foglalkoztatási törvényeken, közigazgatási reformot hajtott végre, egyszerűsítette a polgári igazságszolgáltatást, eltörölt számos kisadót, és miniszterelnöksége alatt Olaszország elismerte az azonos neműek bejegyzett élettársi kapcsolatát.
Többek közt a líbiai polgárháború következtében Renzi jelentős új problémával szembesült: a tömeges illegális bevándorlással. Miniszterelnöksége alatt egyre több bevándorlót mentettek meg a tengeren és szállítottak déli hazai kikötőkbe az olasz hajók, ami kiváltotta az M5S, az FI és az Északi Liga (LN) rosszallását. és rombolta Renzi népszerűségét. Ugyanakkor a közvéleménykutatások 2016-ban a PD erősödését mutatták. Eközben az M5S, az LN és az Olaszország Fivérei – Nemzeti Szövetség (FdI) szintén erősödtek, az FI gyengült, az SC szinte eltűnt és a Baloldal, Ökológia és Szabadság nevű baloldali pártot (SEL) felváltotta az Olasz Bal (SI).

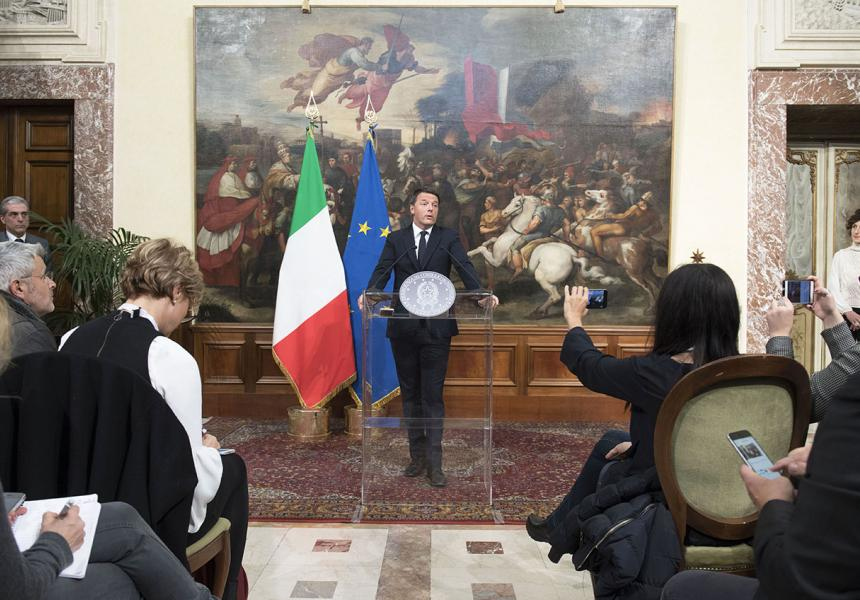
Matteo Renzi bejelenti lemondását a 2016-os alkotmány-népszavazás után

2016 decemberében egy népszavazás 59:41 arányban elutasította a Renzi javasolta és a parlament által elfogadott alkotmányreformot. Renzi a vereség után ígéretét betartva lemondott, és helyette az ugyancsak demokrata párti Paolo Gentiloni lett a miniszterelnök.

### Pártmozgások
2017 elején, Renzi politikájával szembeszállva, a Demokraták egyes baloldali politikusai – Bersani, Massimo D’Alema és Roberto Speranza vezetésével – és az SI-ből kiváltak létrehozták az Egyes Cikkely – Demokratikus és Progresszív Mozgalom (MDP) nevű tömörülést. 
Az NCD átalakult Népi Alternatívává (AP). Áprilisban Renzit a Demokrata Párt újraválasztotta titkárnak és így ő lett a párt miniszterelnökjelöltje. A vezetőségválasztáson Andrea Orlando igazsáügyminisztert győzte le, és Michele Emilianót, Apulia kormányzóját.
2017 májusában az Északi Liga Matteo Salvinit választotta szövetségi titkárának, aki szintén versenybe szállt a kormányfői posztért. Vezetése alatt a párt euroszkepticizmusát és bevándorlásellenességét hangsúlyozta, egyéb populista politikai irányok mellett. Salvini azon igyekezett, hogy "nacionalista", illetve "olasz nacionalista" pártként definiálja újra az LN-t, háttérbe szorítva az északi szeparatizmus gondolatát. Decemberben a párt olyan új logót mutatott be, amiből hiányzott a "Nord" (északi) szó.
2017 szeptemberében az M5S Luigi Di Maiót választotta miniszterelnökjelöltjének, és Grillo helyett politikai vezetőjének. A populista komikus azonban a kritikák szerint megmaradt a párt "de facto" fejének, és növekvő informális befolyáshoz jutott Davide Casaleggio. Ő a fia Gianroberto Casaleggio webstratégának, aki 2009-ben Grillóval együtt alapította az M5S-t, de 2016-ban meghalt. 2018 januárjában Grillo kivonta személyes blogját a mozgalomból. Ez a blog a korábbi években az M5S online újságjaként működött és fő propagandeszköze volt. E lépés többek szerint annak a jele, hogy Grillo lassacskán felhagy a politikával.

#### Mozgások a baloldalon és körülötte
Az év utolsó hónapjaiban a politikai spektrum baloldalán jelentős változások történtek. Novemberben a Forza Europa, az Olasz Radikálisok és liberális egyének Più Europa ("Több Európa", röviden +E) néven közös listát hoztak létre, az élen Emma Boninóval, aki már hosszú ideje volt a Radikálisok vezetője. Decemberben az MDP, az SI és a Possibile ("Lehetséges") nevű párt hozott létre közös listát, Szabad és Egyenlő (LeU) néven, Pietro Grasso szenátusi elnök és korábbi antimaffia ügyész vezetésével. Insieme (Együtt, rövidítve I) néven az Olasz Szocialista Párt, a Zöldek Szövetsége, a Polgári Tér és a Progresszív Tér szövetkezett listán. Hatalmat a Népnek néven (Potere al Popolo, PaP) néven szélsőbaloldali lista született, a Kommunista Újraalapítás Pártja, az Olasz Kommunista Párt, független szociális centrumok és mások részvételével, Viola Carofalo vezetésével.
December végén az NCD centrista utódpártja (AP), a Demokrata Párt fontos koalíciós partnere, szétszakadt azokra, akik vissza akartak térni a középjobb táborba, és Renzi koalíciójának támogatóira. Két csoportjuk (Maurizio Lupi, illetve Enrico Costa vezetésével) a Noi con l'Italia (Mi és Olaszország, NcI) nev listához csatlakozott, több kisebb párttal együtt. Az AP más tagjai a Demokrata Pártot támogató Populáris Polgári Listához csatlakoztak más pártokkal és csoportokkal együtt.
2017. december 28-án Sergio Mattarella elnök feloszlatta a parlamentet és 2018. március 4-re kiírta a választásokat.
2018. február 21-én Marco Minniti arra figyelmeztetett, hogy a maffia megpróbálhatja befolyásolni a választásokat. Korábban arról szóltak hírek, hogy a szicíliai maffia próbált beavatkozni a választásokba, és a Camorra és ’Ndrangheta nevű szervezeteket is emlegették.

## Választási rendszer
A 2018-as választásokat a 2017-ben jóváhagyott és életbe léptetett Demokrata párti Ettore Rosato nevéhez köthető Rosatellum-törvény szabályozza. Ezzel mind a Képviselőház és a Szenátus tagjait azonos módon, vegyes választási rendszerben választják meg.
- A mandátumok 37%-át (232 képviselői és 116 szenátori mandátumot) többségi elv alapján egy fordulós rendszerben osztják ki az egyéni választókörzetekben, mindegyik körzetben az a jelölt nyert, aki a legtöbb szavazatot kapja, ez az egyszerű többségi szavazás.
- A mandátumok 61%-át (386 képviselői és 193 szenátori mandátumot) az arányos képviselet értelmében azok között az egyéni illetve koalíciós pártlisták között osztják ki, akik átlépték a bejutási küszöböt. A mandátumok elosztását a Képviselőház esetében országos szinten, a Szenátus esetében viszont regionális szinten hajtják végre.
- A mandátumok 2%-át (12 képviselői és 6 szenátori mandátumot) a külföldön élő olaszok postai szavazatának alapján osztják ki.

## Koalíciók és pártok
| Koalíció                              | Párt                                  | Ideológiai fókusz          | Vezető            |
| ------------------------------------- | ------------------------------------- | -------------------------- | ----------------- |
| Balközép koalíció                     | Demokrata Párt (PD)                   | Szociáldemokrácia          | Matteo Renzi      |
| Balközép koalíció                     | Több Európa (+E)                      | Liberalizmus               | Emma Bonino       |
| Balközép koalíció                     | Együtt (I)                            | Progresszivizmus           | Giulio Santagata  |
| Balközép koalíció                     | Populáris Polgári Lista (CP)          | Popularizmus               | Beatrice Lorenzin |
| Balközép koalíció                     | Dél-Tiroli Néppárt–PATT               | Regionalizmus              | Philipp Achammer  |
| Balközép koalíció                     | Aosta-völgy (VdA)                     | Regionalizmus              | Alessia Favre     |
| Jobbközép koalíció                    | Forza Italia (FI)                     | Liberális konzervativizmus | Silvio Berlusconi |
| Jobbközép koalíció                    | Liga (L)                              | Populizmus                 | Matteo Salvini    |
| Jobbközép koalíció                    | Olaszország Fivérei (FdI)             | Nemzeti konzervativizmus   | Giorgia Meloni    |
| Jobbközép koalíció                    | Mi és Olaszország (NcI)               | Kereszténydemokrácia       | Raffaele Fitto    |
| 5 Csillag Mozgalom (M5S)              | 5 Csillag Mozgalom (M5S)              | Populizmus                 | Luigi Di Maio     |
| Szabad és Egyenlő (LeU)               | Szabad és Egyenlő (LeU)               | Szociáldemokrácia          | Pietro Grasso     |
| Olasz Republikánus Párt–ALA (PRI–ALA) | Olasz Republikánus Párt–ALA (PRI–ALA) | Liberalizmus               | Corrado Saponaro  |
| Hatalmat a Népnek (PaP)               | Hatalmat a Népnek (PaP)               | Kommunizmus                | Viola Carofalo    |
| CasaPound (CPI)                       | CasaPound (CPI)                       | Újfasizmus                 | Simone Di Stefano |
| A Család Népe (PdF)                   | A Család Népe (PdF)                   | Szociálkonzervativizmus    | Mario Adinolfi    |
| Kommunista Párt (PC)                  | Kommunista Párt (PC)                  | Kommunizmus                | Marco Rizzo       |
| Olaszország az Olaszokért (IaI)       | Olaszország az Olaszokért (IaI)       | Újfasizmus                 | Roberto Fiore     |
| A Forradalmi Baloldalért (PuSR)       | A Forradalmi Baloldalért (PuSR)       | Kommunizmus                | Marco Ferrando    |
| Tízszer Jobb (10VM)                   | Tízszer Jobb (10VM)                   | Liberalizmus               | Andrea Dusi       |
| Népi Lista az Alkotmányért (LdP)      | Népi Lista az Alkotmányért (LdP)      | korrupcióellenesség        | Antonio Ingroia   |

## Választási kampány

### Jobbközép koalíció
A jobbközép koalíció a Forza Italia, Északi Liga, Olaszország Fivérei és a Mi Olaszországgal pártok szövetségéből alakult meg.
A jobbközép koalíció legfőbb ígérete, hogy megválasztásuk esetén az egykulcsos adórendszert vezetnék be. A jelenlegi 23%-os SZJA-nak az adóalapját levinnék és 12.000 euró éves jövedelemsávig adómentesség lenne. Az Északi Ligás Matteo Salvini javaslatot tett, hogy 15%-os legyen az egykulcsos adórendszer mértéke. Az Il Sole 24 ORE felmérése szerint a 20%-ra való csökkentés 25 milliárd euró, a 15%-os adókulcs bevezetése 40 milliárd eurós kiadást jelentene. A reformmal a cél, hogy kisebb legyen az adóelkerülés.
Ezek mellett szorgalmaznak egy 100 milliárd eurós programot, aminek keretében 10-15 milliárd eurónyi összeget felülvizsgálnának, adócsalás ellen szigorúan lépnének fel.
A Liga egy átfogó egészségügyi reformot akar bevezetni, amivel a kórházakban az akut betegeket kezelnék. A közbiztonságot illetően Salvini kilátásba helyezte, hogy a kémiai kasztrálás bevezetésére szükség lenne azok esetében akik kiskorúak ellen követnek el erőszakot illetve ismételten nemi erőszakot követnek el. Salvini emellett a sorkatonai szolgálat bevezetése mellett érvelt.
Forza Italia javaslatot tett az IRAP (regionális iparűzési adó) eltörlésére illetve a nyugdíj minimum 1.000 euróra való felemelésére. Silvio Berlusconi ígéretet tett a kampánya során, hogy kormányon legfőbb céljuk a munkanélküliség csökkentése lesz és hogy a ráta kormányzati ciklusuk végéig az európai átlagra (8,7%) menjen le.
Az Olaszország Fivérei javaslatot tett az óvodai ellátás ingyenessé tételére. Megszüntetnék  a kötelező egyetemi felvételi vizsgát, ehelyett francia modellnek megfelelően, az első egyetemi/főiskolai tanév végén lenne egy rostavizsga. Az Északi Ligával hasonlóan ellenzik az illegális bevándorlást.
A jobbközép koalíció pártjai mindannyian szorgalmaznak

### Balközép koalíció
A balközép koalícióból a Demokrata Párt javaslatot tett a minimál órabér 10 euróra való felemelésére, ami a dolgozók 15%-át érintené, akik nem rendelkeznek kollektív szerződéssel. A baloldaliak 400 eurós támogatást nyújtanának a családoknak a 3 évnél kisebb gyerekek óvodai ellátására.
A Népi Polgári Lista ingyenessé tenné az óvodai ellátást. Az ASL (helyi egészségügyi szolgáltató) rendszerben csökkentenék a várólisták számát, kiterjesztenék az idősek házi ápolási ellátását.
A +Europa az erősebb európai integrációt és az euró minden tagállamban való bevezetését szorgalmazza, valamint a progresszív SZJA öt adósávját, háromra csökkentené.

### 5 Csillag Mozgalom
Az M5S kampányának középpontjában a feltétel nélküli alapjövedelem állt, amely egyedülállóaknak havi 780 euró, kétgyermekes családoknak pedig havi 1.638 euró lenne. Ez az intézkedés 15-20 milliárd euró kiadást jelentene a költségvetésben. A GDP növekedés érdekében megnyirbálnák a közkiadásokat.

### A pártok szlogenjei
| Párt neve                               | Eredeti szlogen                    | Magyar jelentésük                              | Hivatkozások  |
| --------------------------------------- | ---------------------------------- | ---------------------------------------------- | ------------- |
| Demokrata Párt                          | Avanti, insieme                    | „Előre, együtt”                                | [ 49 ] [ 50 ] |
| 5 Csillag Mozgalom                      | Partecipa, Scegli, Cambia          | „Vegyél részt, válassz, változtass”            | [ 51 ] [ 52 ] |
| Forza Italia                            | Onestà, Esperienza, Saggezza       | „Becsület, tapasztalat, bölcsesség”            | [ 53 ] [ 54 ] |
| Északi Liga                             | Prima gli Italiani                 | „Elsők az olaszok”                             | [ 55 ] [ 56 ] |
| Szabadok és Egyenlőek                   | Per i molti, non per i pochi       | „A többségért, nem kevesekért”                 | [ 57 ] [ 58 ] |
| Olaszország Fivérei – Nemzeti Szövetség | Il voto che unisce l'Italia        | „A szavazat, mely egyesíti Olaszországot”      | [ 59 ] [ 60 ] |
| Több Európát                            | Più Europa, serve all'Italia       | „Több Európát, Olaszországnak szüksége van rá” | [ 61 ] [ 62 ] |
| Együtt                                  | Insieme è meglio                   | „Együtt jobb”                                  | [ 63 ] [ 64 ] |
| Népi Polgári Lista                      | Il vaccino contro gli incompetenti | „Az alkalmatlanok elleni védőoltás”            | [ 65 ] [ 66 ] |
| Hatalmat a Népnek                       | Potere al Popolo                   | „Hatalmat a népnek”                            | [ 67 ] [ 68 ] |
| CasaPound                               | Vota più forte che puoi            | „Szavazz olyan erősen, ahogy csak tudsz”       | [ 69 ] [ 70 ] |

### Választási vitaműsorok
| November 7.  | La7 (Di Martedì)     | Giovanni Floris   | Részt vett Renzi    | Nem meghívott          | Nem vett részt Di Maio | Nem meghívott       |
| December 12. | Rai 3 (#cartabianca) | Bianca Berlinguer | Részt vett Martina  | Részt vett Brunetta    | Nem meghívott          | Nem meghívott       |
| Január 16.   | Rai 3 (#cartabianca) | Bianca Berlinguer | Részt vett Orlando  | Részt vett De Girolamo | Nem meghívott          | Nem meghívott       |
| Január 30.   | Rai 3 (#cartabianca) | Bianca Berlinguer | Részt vett Emiliano | Részt vett Fedriga     | Nem meghívott          | Nem meghívott       |
| Február 13.  | La7 (Otto e mezzo)   | Lilli Gruber      | Nem meghívott       | Részt vett Salvini     | Nem meghívott          | Részt vett Boldrini |
| Február 13.  | Rai 3 (#cartabianca) | Bianca Berlinguer | Részt vett Lorenzin | Nem meghívott          | Részt vett Giarrusso   | Nem meghívott       |
| Február 27.  | Rai 3 (#cartabianca) | Bianca Berlinguer | Nem meghívott       | Részt vett De Girolamo | Nem meghívott          | Részt vett Speranza |

## Eredmények

### Képviselőház

#### Koalíciós listák
| Párt neve             | Megszerzett mandátumok | Megszerzett mandátumok |
| Párt neve             | Összesen               | Összesen               |
| Párt neve             | száma                  | aránya (%)             |
| --------------------- | ---------------------- | ---------------------- |
| Jobbközép koalíció    | 265                    | 37,00                  |
| 5 Csillag Mozgalom    | 227                    | 32,68                  |
| Balközép koalíció     | 122                    | 22,85                  |
| Szabadok és Egyenlőek | 14                     | 3,38                   |

#### Arányos szavazatok
| Párt neve                               | Megszerzett mandátumok | Megszerzett mandátumok |
| Párt neve                               | Összesen               | Összesen               |
| Párt neve                               | száma                  | aránya (%)             |
| --------------------------------------- | ---------------------- | ---------------------- |
| 5 Csillag Mozgalom                      | 133                    | 32,66                  |
| Demokrata Párt                          | 86                     | 18,72                  |
| Északi Liga                             | 73                     | 17,37                  |
| Forza Italia                            | 59                     | 14,01                  |
| Olaszország Fivérei – Nemzeti Szövetség | 19                     | 4,35                   |
| Szabadok és Egyenlőek                   | 14                     | 3,38                   |

### Szavazatok elemzése
A Tecné közvélménykutató intézet 2018. március 4-én tette közzé a választásokról szóló kutatásukat, amiben 30 ezer főt kérdeztek meg, 1,1 és 2,5%-os hibahatárral:
| Párt neve/Korosztály                    | 18-30 | 31-44 | 45-68 | Több mint 64 |
| --------------------------------------- | ----- | ----- | ----- | ------------ |
| 5 Csillag Mozgalom                      | 44%   | 40%   | 30%   | 19%          |
| Demokrata Párt                          | 15%   | 15%   | 18%   | 27%          |
| Liga                                    | 13%   | 17%   | 19%   | 18%          |
| Forza Italia                            | 11%   | 10%   | 16%   | 18%          |
| Olaszország Fivérei – Nemzeti Szövetség | 3%    | 5%    | 5%    | 4%           |
| Szabadok és Egyenlőek                   | 2%    | 3%    | 3%    | 4%           |
| Több Európát                            | 4%    | 2%    | 2%    | 2%           |
| Egyebek                                 | 8%    | 8%    | 7%    | 8%           |

| Párt neve/Végzettség neve               | Egyetemi/főiskolai | Érettségi | Általános iskolai |
| --------------------------------------- | ------------------ | --------- | ----------------- |
| 5 Csillag Mozgalom                      | 30%                | 37%       | 24%               |
| Demokrata Párt                          | 22%                | 17%       | 19%               |
| Liga                                    | 13%                | 18%       | 22%               |
| Forza Italia                            | 10%                | 13%       | 24%               |
| Olaszország Fivérei – Nemzeti Szövetség | 5%                 | 5%        | 3%                |
| Szabadok és Egyenlőek                   | 4%                 | 3%        | 2%                |
| Több Európát                            | 5%                 | 2%        | 1%                |
| Egyebek                                 | 11%                | 5%        | 5%                |

| Párt neve / Munkaviszony                | Önfoglalkoztatott | Közalklamazott | Versenyszféra | Idénymunkás | Munkanélküli | Nyugdíjas | Háztartásbeli | Tanuló |
| --------------------------------------- | ----------------- | -------------- | ------------- | ----------- | ------------ | --------- | ------------- | ------ |
| 5 Csillag Mozgalom                      | 33%               | 32%            | 34%           | 39%         | 50%          | 20%       | 31%           | 49%    |
| Demokrata Párt                          | 16%               | 25%            | 18%           | 14%         | 8%           | 27%       | 14%           | 14%    |
| Liga                                    | 18%               | 12%            | 20%           | 19%         | 16%          | 18%       | 19%           | 12%    |
| Forza Italia                            | 15%               | 11%            | 11%           | 11%         | 10%          | 18%       | 22%           | 7%     |
| Olaszország Fivérei – Nemzeti Szövetség | 4%                | 6%             | 3%            | 6%          | 4%           | 4%        | 5%            | 2%     |
| Szabadok és Egyenlőek                   | 3%                | 4%             | 3%            | 4%          | 2%           | 4%        | 2%            | 3%     |
| Több Európát                            | 3%                | 3%             | 2%            | 3%          | 3%           | 3%        | 2%            | 4%     |
| Egyebek                                 | 8%                | 7%             | 9%            | 4%          | 7%           | 6%        | 5%            | 9%     |

### Területi eredmények

#### Országos

5 Csillag Mozgalom eredményei
Demokrata Párt eredményei
Északi Liga eredményei
Forza Italia eredményei
Olaszország Fivérei eredményei
Szabadok és Egyenlőek eredményei
Több Európát eredményei

Az 5 Csillag Mozgalom főleg Szicília, Szardínia és Calabria választókerületeiben illetve Campanian belül Nápolyban és Nápoly megyében ért el kiemelkedő eredményeket.
A Demokrata Párt a hagyományosan baloldali Emilia-Romagna, Toszkána és Umbria tartományokban illetve Trentino-Alto Adigeben szerepelt kimagaslóan, míg Szicíliában érte el a legrosszabb eredményét országosan, 10%-kal.
Az Északi Liga a hagyományosan fellegváruknak számító Lombardia és Veneto tartományokban szerepelt jól illetve Emilia-Romagna régión belül Piacenza megyében.
A Forza Italia Campania, Calabria, Puglia, Abruzzo, Szicília tartományokban szerepelt a legjobban. Lazio régión belül Latina megyében, illetve Szardínián Olbia-Tempio megyében szerepelt kimagaslóan. Trentino Alto-Adigeben és Basilicatában érték el legrosszabb eredményüket.
Az Olaszország Fivérei Friuli-Venezia Giulia és Lazio régiókban érték el legjobb eredményüket.

#### Nagyvárosok
Olaszország nagyvárosaiban is az országos trendeknek megfelelő eredmények lettek: Milánó belvárosi körzeteit kivéve mindenütt a jobbközép koalíció győzött. Torino déli részén a balközép, az északi körzeteiben pedig a jobbközép koalíció győzött. Róma északi részén levő 3. és 15. kerületében a jobbközép, Róma belvárosában nagyrészt a balközép jelöltje, míg a többi kerületben az 5 Csillag Mozgalom győzött. Nápoly mindegyik körzetében az 5 Csillag Mozgalom győzött.
 Bariban, Palermóban, Cataniában, Cagliariban, Genovában az 5 Csillag Mozgalom jelöltje győzött.

## A kormányalakítási folyamat
Fő szócikk: Kormányalakítás a 2018-as olaszországi parlamenti választások után
A választásokat követően csak három hónappal került sor a kormányalakításra a pártok közti hosszadalmas és zegzugos tárgyalások eredményeképpen. A Sergio Mattarella köztársasági elnök irányította folyamat többször fenyegetett azzal, hogy végleg zátonyra fut, ami ideiglenes kormány kinevezését és újabb választások kiírását tette volna szükségessé.
Az új kormányfő, Giuseppe Conte jogtudós 2018. június 1-jén esküdött fel.
Az Északi Liga és az 5 Csillag Mozgalom koalíciója az Európai Unió első berendezkedésellenes pártokból álló kormánya.

## Fordítás
Ez a szócikk részben vagy egészben  az   Italian general election, 2018 című angol Wikipédia-szócikk ezen változatának fordításán alapul.  Az eredeti cikk szerkesztőit annak laptörténete sorolja fel. Ez a jelzés csupán a megfogalmazás eredetét és a szerzői jogokat jelzi, nem szolgál a cikkben szereplő információk forrásmegjelöléseként.